# V533 Carinae
Ne doit pas être confondu avec Y Carinae (HD 91595).
Désignations
V533 Carinae (en abrégé V533 Car) est une étoile supergéante et variable de cinquième magnitude de la constellation australe de la Carène. Elle porte également la désignation de Bayer de y Carinae, V533 Carinae étant sa désignation d'étoile variable. Elle est située à plus de 10 000 années-lumière de la Terre.

## Environnement stellaire
V533 Carinae est située dans le ciel près de la nébuleuse de la Carène, en limite de la constellation de la Carène et en direction de la Croix du Sud. Elle est membre de Collinder 240, un amas ouvert dispersé qui est parfois considéré comme une partie de l'amas voisin plus riche de NGC 3572. Ensemble, avec les petits amas Hogg 10 et 11, ils font partie de l'association stellaire OB2 de la Carène.
V533 Carinae est l'étoile la plus brillante de la région. Les autres étoiles brillantes de NGC 3572 sont des étoiles chaudes et jeunes comme HD 97166, et tous les amas de la région ne sont âgés que de quelques millions d'années.
V533 Carinae est également cataloguée comme une étoile double. Son compagnon est une étoile de magnitude 11,5 qui, en date de 2015, était localisé à 21 secondes d'arc.

## Variabilité

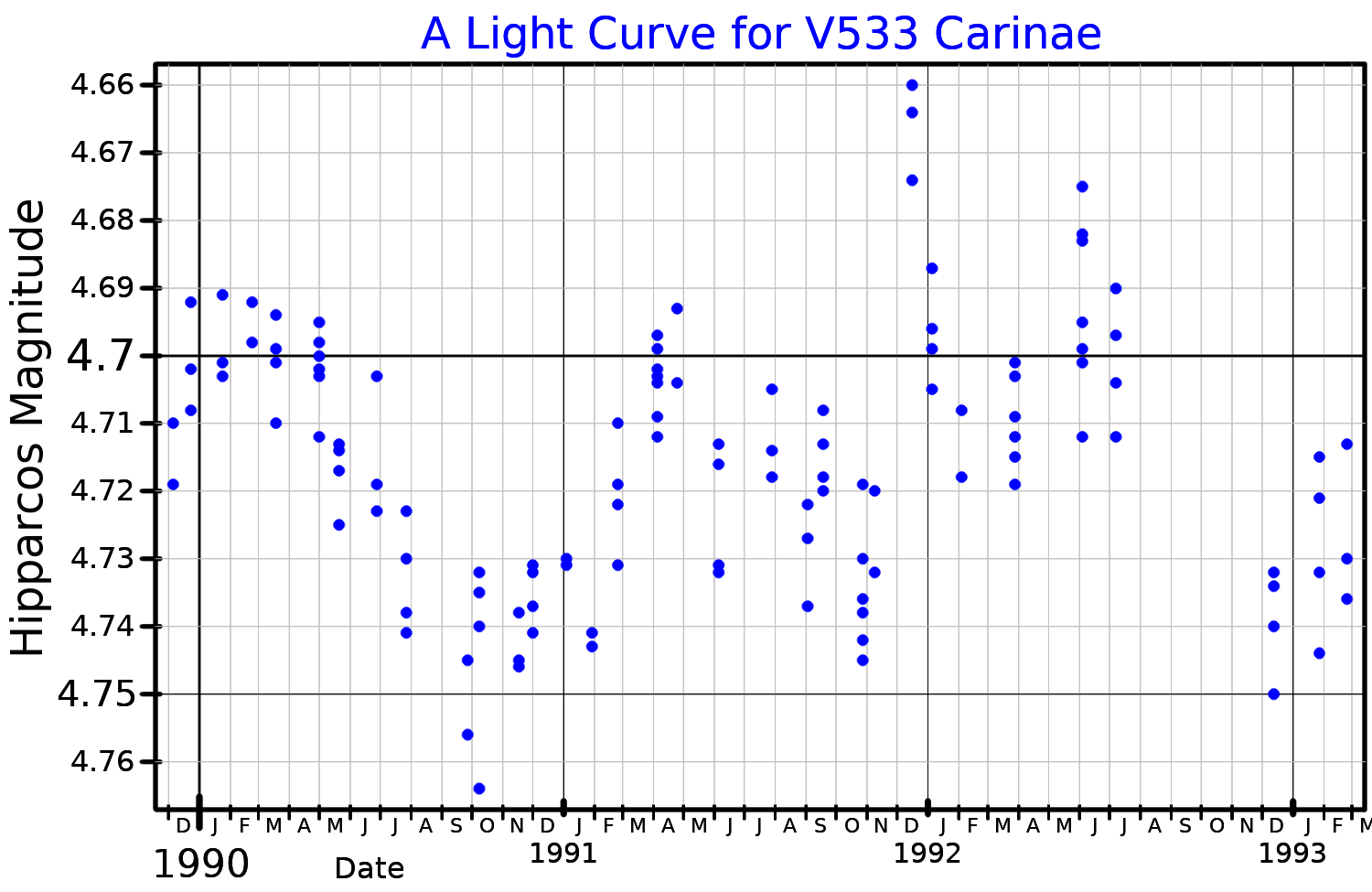
Courbe de lumière de V533 Carinae issue des données du satellite Hipparcos.

V533 Carinae est l'une des nombreuses variables de faible amplitude qui ont détectées lors d'une analyse de la photométrie du satellite Hipparcos. Elle s'est vu attribuer sa désignation d'étoile variable en 1999 au sein d'un lot de 2 675 nouvelles variables nommées. L'étoile est classée comme une variable de type α Cygni et sa luminosité varie entre la magnitude 4,69 et 4,75 dans l'échelle photométrique d'Hipparcos. Une période de 1,584 99 jour et une amplitude en magnitude visuelle de 0,0146 sont données même si les variations ne sont pas complètement régulières.

## Propriétés

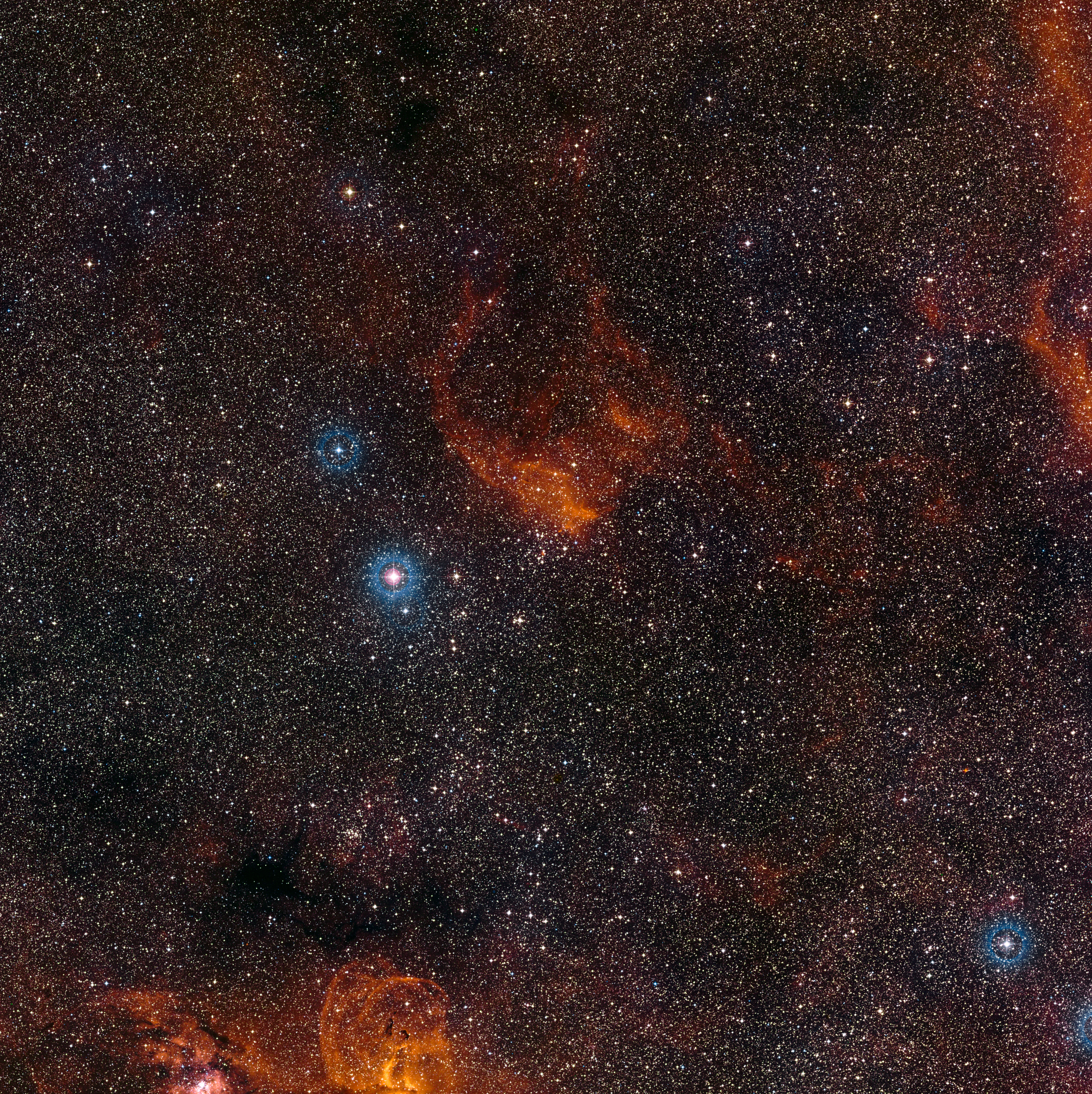
La nébuleuse de la Carène est située tout à droite de cette image (le nord est en haut) dont V533 Car est l'étoile la plus brillante visible, près de l'amas ouvert NGC 3572.

V533 Carinae est une supergéante blanche lumineuse de type spectral A5Iae:, les deux points traduisant une certaine incertitude dans la classification. Avant 1971, elle était toujours classée avec une classe spectrale de type F précoce ou moyenne, mais depuis lors on lui a a toujours attribué une classe spectrale de type A moyenne ou tardive,.
L'étoile est environ 100 000 fois plus lumineuse que le Soleil. Sa température de surface est de plus de 8 000 K et son rayon est d'environ 140 R☉. Sa rotation équatoriale est plus de quinze fois plus rapide que celle du Soleil.